# Старцев, Александр Капитонович
Алекса́ндр Капито́нович Ста́рцев (5 сентября 1919 — 23 августа 1986) — советский дипломат, Чрезвычайный и полномочный посол.

## Биография
На дипломатической работе с 1943 года.
- В 1943—1944 годах — сотрудник центрального аппарата НКИД СССР.
- В 1944—1946 годах — сотрудник консульства СССР в Галифаксе (Канада).
- В 1947—1949 годах — сотрудник центрального аппарата МИД СССР.
- В 1949—1952 годах — сотрудник Постоянного представительства СССР при ООН.
- В 1952—1954 годах — слушатель ВДШ МИД СССР.
- В 1954—1955 годах — сотрудник центрального аппарата МИД СССР.
- В 1955—1958 годах — сотрудник посольства СССР в США.
- В 1958—1961 годах — на ответственной работе в центральном аппарате МИД СССР.
- В 1961—1962 годах — советник посольства СССР в Судане.
- В 1962—1967 годах — на ответственной работе в центральном аппарате МИД СССР.
- В 1967—1968 годах — советник-посланник посольства СССР в Гвинее.
- С 30 июля 1968 по 17 февраля 1970 года — чрезвычайный и полномочный посол СССР в Гвинее[1].
- В 1970—1977 годах — на ответственной работе в центральном аппарате МИД СССР.
- С 4 апреля 1977 по 10 августа 1981 года — чрезвычайный и полномочный посол СССР на Сейшельских островах[2].
- С 20 января 1978 по 10 августа 1981 года — чрезвычайный и полномочный посол СССР на Коморских островах по совместительству[3].

С 1981 года — в отставке.
Похоронен на Кунцевском кладбище (10 уч.).